# Ingrid Zoré
Ingrid Zoré, de son vrai nom Ingrid Neugebauer (né le 7 mai 1936 à Berlin) est une costumière allemande.

## Biographie
Ingrid Neugebauer apprend la couture et passe trois ans et demi à la Berliner Meisterschule für das Kunsthandwerk. En 1960, elle devient costumière et prend le nom de Zoré au cours de ses premières années.
Elle travaille pour le théâtre, le cinéma et la télévision, souvent avec de grands metteurs en scène et réalisateurs comme Claus Peter Witt, Volker Schlöndorff, Kurt Hoffmann, Franz Peter Wirth, John Schlesinger, Wolfgang Liebeneiner ou Wolfgang Staudte.
Pour le cinéma, elle travaille aussi autant pour des films de pur divertissement puis que d'auteur comme Die Feuerzangenbowle, Le Coup de grâce ou C'est mon gigolo, qui nécessitent une reconstitution historique.
Au début des années 1970, elle participe à des productions internationales avec une part allemande.

## Filmographie partielle
- 1961 : Davon träumen alle Mädchen
- 1962 : Freddy und das Lied der Südsee
- 1962 : Ferien wie noch nie
- 1964 : Wenn man baden geht auf Teneriffa
- 1965 : Die Banditen vom Rio Grande
- 1965 : Hokuspokus oder: Wie lasse ich meinen Mann verschwinden…?
- 1968 : Le Mariage parfait
- 1968 : Der Gorilla von Soho
- 1968 : Morgens um sieben ist die Welt noch in Ordnung
- 1969 : Klassenkeile
- 1969 : Wenn süß das Mondlicht auf den Hügeln schläft
- 1969 : Dr. med. Fabian – Lachen ist die beste Medizin
- 1969 : Josefine, das liebestolle Kätzchen
- 1969 : Ces messieurs aux gilets blancs
- 1970 : Die Feuerzangenbowle (de)
- 1970 : Hurra, wir sind mal wieder Junggesellen!
- 1970 : Was ist denn bloß mit Willi los?
- 1971 : La Morte de la Tamise
- 1971 : Unser Willi ist der Beste
- 1971 : Willi wird das Kind schon schaukeln
- 1976 : Lieb Vaterland magst ruhig sein de Roland Klick
- 1976 : Le Coup de grâce
- 1977 : Grete Minde
- 1977 : Tod oder Freiheit
- 1978 : C'est mon gigolo de David Hemmings
- 1979 : Les Sœurs
- 1980 : BIM Stars
- 1980 : Possession d'Andrzej Żuławski
- 1980 : Les Anges de fer
- 1981 : La Passante du Sans-Souci de Jacques Rouffio
- 1983 : SAS à San Salvador de Raoul Coutard
- 1983 : Un amour en Allemagne
- 1987 : Judgment in Berlin
- 1989 : Reise ohne Wiederkehr
- 1992 : The Tigress
- 1993 : L'Innocent de John Schlesinger
- 1994 : Nich’ mit Leo
- 1995 : Der Trinker
- 2005 : Baruto no Gakuen

## Crédit d'auteurs
- (de) Cet article est partiellement ou en totalité issu de l’article de Wikipédia en allemand intitulé « Ingrid Zoré » (voir la liste des auteurs).